# Epithema benthamii
Epithema benthamii là một loài thực vật có hoa thân thảo cao 5–30 cm trong họ Tai voi. Loài này được C. B. Clarke mô tả khoa học lần đầu tiên năm 1883.
Khác biệt bề ngoài duy nhất của Epithema calcicola và E. benthamii là các lá bắc hơi đảo ngược và hẹp hơn của E. calcicola. Loài này chỉ được biết đến từ mẫu vật đã thu thập, vì thế Bransgrove & Middleton (2015) đánh giá rằng nó chỉ là mẫu vật khá bất thường của Epithema benthamii, dựa theo tất cả các đặc trưng khác cũng như do nó được tìm thấy trong khu vực phân bố của E. benthamii.
Có 2 dạng không chính thức của Epithema benthamii. Dạng điển hình được tìm thấy trong khắp khu vực phân bố của loài này, trong khi dạng thanh mảnh hơn, thuôn dài hơn và có màng mỏng hơn được tìm thấy trên đảo Buru (Maluku) và Biak ngoài khơi Papua. Nhóm cây này trông giống như Epithema longipetiolatum, nhưng vẫn có hình dạng lá điển hình và các lông tơ dài, thẳng hay chủ yếu là thẳng rất đặc trưng trên bầu nhụy và nắp quả của E. benthamii.

## Phân bố
Indonesia (Sulawesi, Maluku (Buru, Seram), Tây Papua), Philippines. Sự phân bố của Epithema benthamii và E. longipetiolatum chồng lấn lên nhau tại khu vực đảo Buru và Biak.

## Môi trường sống
Loài thực vật sống trên đá, cả đá vôi lẫn các loại đá khác, đôi khi cũng sống trên mặt đất. Thường tìm thấy tren các tảng đá hay đá cuội trong hay cạnh sông suối, nhưng cũng thấy trong các khe nứt trong đá tại các khu vực có bóng râm, ẩm thấp (nếu không ướt). Các mẫu thu được ở độ cao 0–1.600 m.